# Vedensky (huyện)
Huyện Vedensky (tiếng Nga: ? райо́н) là một huyện hành chính tự quản (raion), của Chechnya, Nga. Huyện có diện tích 957 km², dân số thời điểm ngày 1 tháng 1 năm 2000 là 30000 người. Trung tâm của huyện đóng ở Vedeno.